# Voyage d'agrément
Pour plus de détails, voir Fiche technique et Distribution.
Voyage d'agrément est un film français réalisé par Christian-Jaque et sorti en 1935.

## Fiche technique
- Réalisation : Christian-Jaque
- Scénario : d'après la pièce d'André Birabeau Le voyage à l'ombre
- Dialogues : René Pujol
- Photographie : Willy Faktorovitch
- Musique : Pierre Nicolle
- Société de production : Amax-Films
- Directeur de production : Robert Amsler
- Pays d'origine :  France
- Format :  Noir et blanc - 1,37:1 - 35 mm - son mono
- Genre :  Comédie
- Durée : 80 minutes
- Date de sortie : 
  - France - 17 mai 1935

## Distribution
- Félicien Tramel : Jérôme
- Yvonne Garat : Émilienne
- Jeanne Fusier-Gir
- Maximilienne
- Christiane Delyne : Josette
- Marcel Vidal : Fernand